# Troglodytes tanneri
Troglodytes tanneri là một loài chim trong họ Troglodytidae.